# Handeni (huyện)
Handeni là một huyện thuộc vùng Tanga, Tanzania. Thủ phủ của huyện Handeni đóng tại Chanika. Huyện Handeni có diện tích 6112 ki lô mét vuông. Đến thời điểm điều tra dân số ngày 25 tháng 8 năm 2002, huyện Handeni có dân số 248633 người.